# Cerco de Uruguaiana
O Cerco de Uruguaiana ocorreu entre 16 de julho a 18 de setembro de 1865, e foi o resultado da ofensiva paraguaia no estado do Rio Grande do Sul, logo após a invasão paraguaia de Corrientes, na segunda fase da Guerra do Paraguai.
O exército paraguaio, impedido de continuar seu avanço em direção ao interior do Império do Brasil, conforme era instruído, foi cercado e derrotado pela fome. A rendição do exército paraguaio, na cidade de Uruguaiana, significava o fracasso dos planos de ofensiva do presidente Francisco Solano López.

## Antecedentes

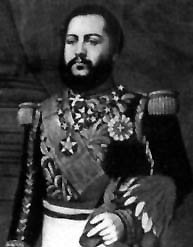

Considerando-se ameaçado pela política do Império do Brasil, de interferir na política interna de seus vizinhos – especialmente o Uruguai, que em 1863 foi invadido por tropas brasileiras em apoio a uma revolução armada na Argentina –, o presidente Francisco Solano López do Paraguai decidiu atacar o Brasil. Como um primeiro passo, invadiu a província de Mato Grosso, alcançando pleno sucesso em seu progresso. 
Mas esse sucesso não teve maiores consequências: a partir daí o resto do país não poderia ser atacado, e nesse mesmo período o governo do Uruguai  foi derrubado. Então decidiu atacar o sul do território brasileiro, e de lá avançar para o Uruguai, marchando com seu exército pela região do Rio Grande do Sul.
Para fazer isso, López pediu permissão ao presidente argentino Bartolomé Mitre para que suas tropas pudessem atravessar a província de Corrientes em direção ao rio Uruguai.
O presidente Bartolomé Mitre recusou-se a conceder essa permissão, e o presidente López respondeu declarando guerra à Argentina.

## Invasão de Corrientes
Antes da recusa de Mitre, o plano de López era concentrar suas forças na costa do rio Uruguai, para atacar diretamente o Império do Brasil, e de lá, possivelmente, entrar em território uruguaio. Mas uma vez que declarou guerra à Argentina, foi necessário evitar o Exército Argentino que iria travar o avançado paraguaio, fazendo um desvio enquanto avançava ao longo da costa do rio Uruguai. Ocupou a cidade de Corrientes com um exército de lá foi avançando ao longo do rio Paraná, para atravessar a província de Corrientes e se juntar ao exército, e atingir Uruguaiana, no canto sudoeste do Império do Brasil.
Da necessidade de controlar a cidade de Corrientes e várias aldeias na província meridional obrigou López a enviar mais tropas para a coluna do rio Paraná até o rio Uruguai. Assim, ele enviou 27 000 homens em Corrientes e Paraná, e apenas 12 000 na coluna do rio Uruguai.
A cidade de Corrientes foi ocupada quase sem luta em 15 de abril de 1865, quase simultaneamente com a entrada no território da província correntina em sua fronteira nordeste. Nos dias seguintes, as tropas paraguaias continuaram a receber reforços, chegando a mais de 25 000 homens.
A partir de Corrientes, a maior coluna se moveu para o sul, chegando várias semanas depois no rio Santa Lucía, nas proximidades de Goya. A força das milícias não foi muito eficaz, e que o governo tinha que se entregar sem luta perto do meio da província para os invasores.
A invasão levou à assinatura do Tratado da Tríplice Aliança, entre o Império do Brasil, Argentina e Uruguai. Este estipulou que o comando militar cairia sobre o presidente da Argentina Bartolomé Mitre.
Sabendo que um poderoso exército avançou pelo rio Uruguai, Mitre nomeou como general Justo José de Urquiza, futuro governador da província de Entre Ríos, comandante da Divisão de vanguarda, com a missão de enfrentar os paraguaios. Na reunião eles estabelecem uma divisão uruguaia, comandada pelo próprio presidente Venancio Flores, e uma brasileira, comandada por Manuel Marques de Sousa.
Mas as numerosas tropas de Urquiza se desfez perto do limite norte de Entre Ríos, em 4 de julho, os atacantes ficaram com nenhum inimigo na frente.

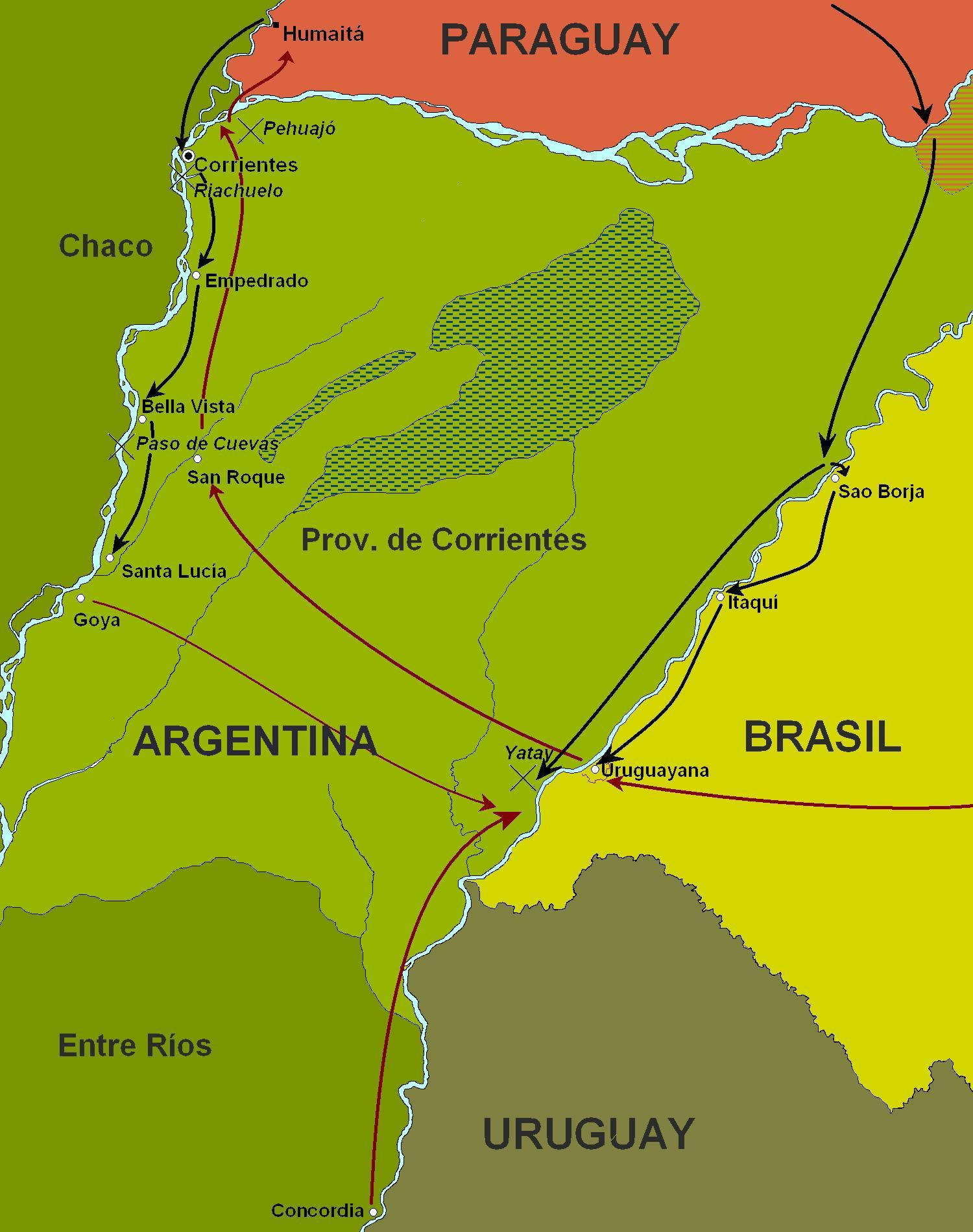
Movimentação das tropas paraguaias (preto) e aliadas (vermelho) durante a Campanha de Corrientes (1865).

## Avançando pelo rio Uruguai
O tenente-coronel Antonio de la Cruz Estigarribia ocupou Santo Tomé, e em 9 de maio dividiu suas tropas: deixou uma pequena guarnição naquela cidade, ele enviou o major Pedro Duarte com 3 000 homens para o sul, na margem direita do rio Uruguai, e ele próprio, na frente de cerca de 6 500 homens, atravessou o rio e ocupou São Borja, algumas semanas mais tarde Itaquí.
Com exceção de dois pequenos conflitos entre as forças de cavalaria, os brasileiros não resistiam ao avanço de Estigarribia.
A falta de argentinos na organização das poucas forças que poderiam se opor ao front paraguaio, Venancio Flores, que cruzou o rio Uruguai e se estabeleceu em Concordia. Ele tinha mais de 3 000 homens, que se juntaram com cerca de 1 200 que vieram do Império do Brasil e apenas 450 na linha de cavalaria da Argentina.
Mas, enquanto isso, mudou a situação no front do rio Paraná. Uma reconquista da cidade de Corrientes por forças Wenceslao Paunero, vindo de Buenos Aires, e a derrota completa da esquadra naval paraguaia na Batalha do Riachuelo em 11 de junho, Francisco Solano López decidiu e ordenou o fim do avanço do general do exército Wenceslao Robles. Pouco tempo depois, temendo o corte das comunicações com o Paraguai, ordenou seu retorno para o norte.
A ofensiva do rio Uruguai foi bem sucedida, até agora, mas depois não recebeu ajuda externa. Para piorar a situação, o general encontrou Paunero e suas tropas de milícia e de cavalaria, e começou uma marcha apressada para o sudeste, cruzando riachos, pântanos e rios a pé.
Em 2 de agosto, o major Duarte ocupou Paso de los Libres, e três dias depois Estigarribia ocupou Uruguaiana, do outro lado do rio, em território brasileiro. Estigarribia tinha ordens para continuar o caminho para o leste, abordando Alegrete, mas parou para esperar as tropas que estavam por vir do Paraná. Quando soube que essas forças não viriam em seu auxílio, López pediu-lhe repetidamente para enviar ajuda do Paraná. López nunca atendeu o pedido.

## Batalha de Jataí

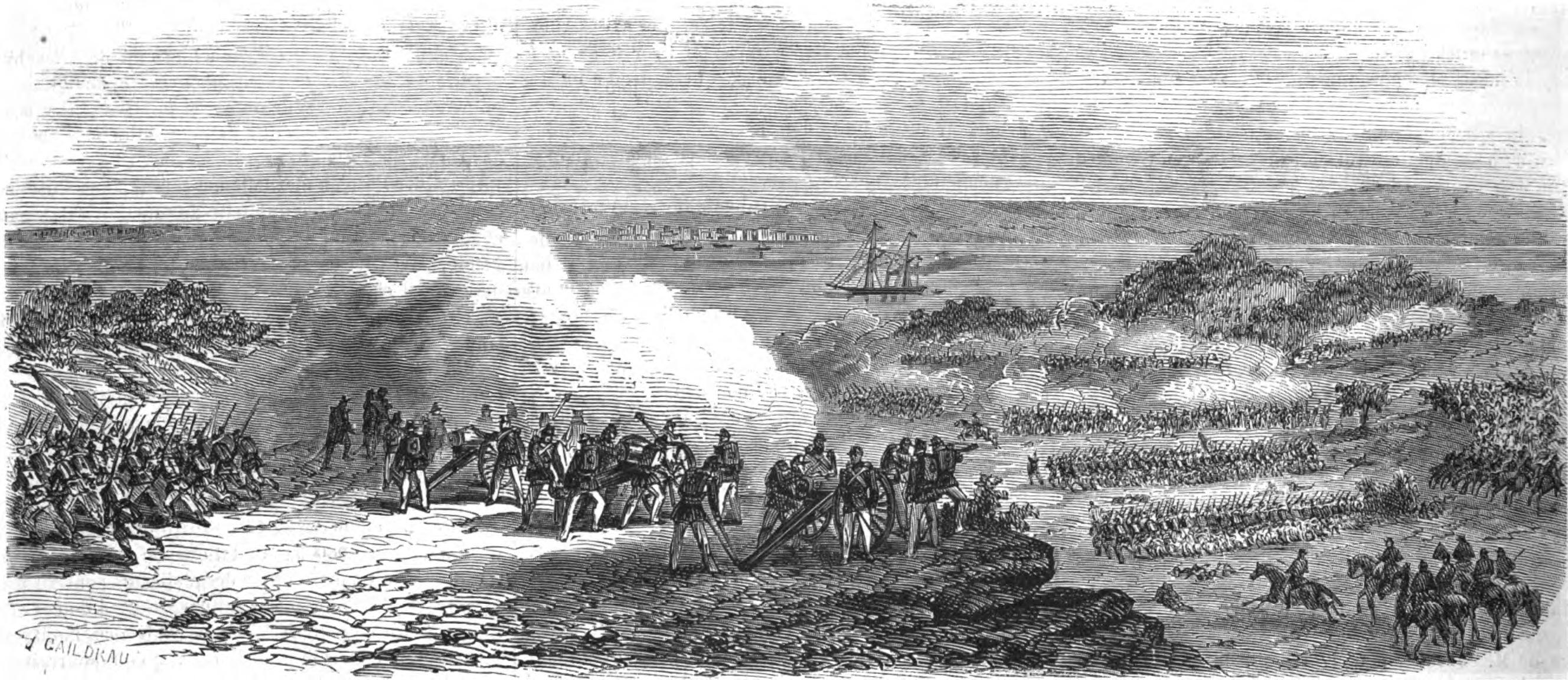
Combate de Jataí (margem direita do Rio Uruguai).

Forças brasileiras do general David Canabarro se aproximou de Uruguaiana; mas, sem forças suficientes de infantaria, se instalou à distância da cidade e fechou todas as suas comunicações, privando-os de alimentação. Duarte achou que poderia vencer Flores, mas pra isso deveria atacar antes de se juntar a ele na divisão de Paunero. Por isso Estigarribia lhe pediu para enviar reforços para tentar um ataque. A resposta de Estigarribia foi:
Em 13 de agosto, Paunero e Simeón Paiva se juntaram ao exército de Flores, reunindo um total de cerca de 12 000 homens: 5 550 de infantaria, 5 000 de cavalaria e 32 peças de artilharia. Duarte tinha apenas 1 980 de infantaria e 1 020 de cavalaria, sem qualquer artilharia. A fim de escolher pelo menos o campo de batalha, Duarte deixou Paso de los Libres e Flores encontrou o exército de perto, na batalha de Jataí em 17 de agosto.
Apesar da heróica resistência do exército paraguaio de Duarte ficou completamente destruído. Metade dos seus homens foram mortos na ação, e todo o resto exceto cerca de 100 homens atravessaram o rio Uruguai nadando foram feitos prisioneiros. Entre os presos, Flores encontrou dezenas de soldados uruguaios, os partidários do Partido Blanco que se refugiaram no Paraguai, foram executados como traidores.
Muitos soldados paraguaios foram obrigados a pegar em armas contra o seu próprio país, substituindo as baixas nas divisões aliadas, especialmente no leste.

## O cerco

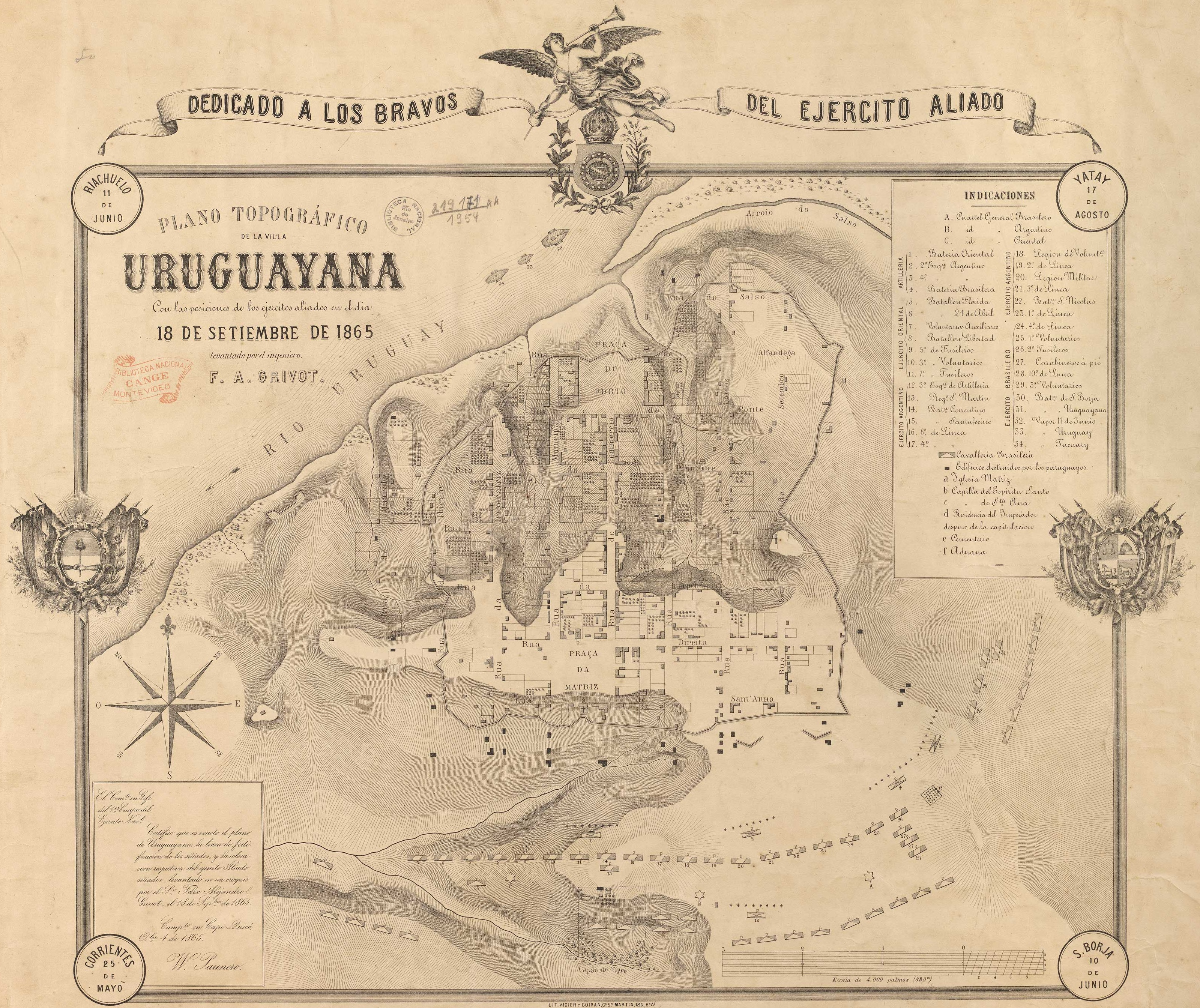
Plano topográfico da vila de Uruguaiana com a posição dos exércitos aliados no dia 18 de setembro de 1865, levantado pelo engenheiro F. A. Grivot.

Em 16 de julho, as forças de Canabarro haviam iniciado o cerco de Uruguaiana, mas não poderiam operar de forma alguma contra as forças sitiadas. Quase simultaneamente com a Batalha de Jataí, se juntou com o mesmo exército de Manuel Marques de Sousa, embora diminuído pelas forças enviadas para se juntar ao exército de Flores.
Após a vitória de Jataí, mais forças aliadas cruzaram o rio Uruguai e se juntou ao cerco. Em 19 de agosto, o general Flores enviou uma liminar para Estigarribia se entregar, na qual ele disse que desde que ele não tinha nenhuma chance de sucesso, que era melhor evitar um derramamento de sangue. Também alegou que:
Estigarribia respondeu que:
A liminar patrão similar à brasileira, ele respondeu que:
Por duas outras vezes os aliados enviaram intimações a Estigarribia, que responde com arrogância, em termos semelhantes de heroicos, atingindo em comparação com o rei de Esparta, Leónidas I, que morreu lutando na batalha das Termópilas.

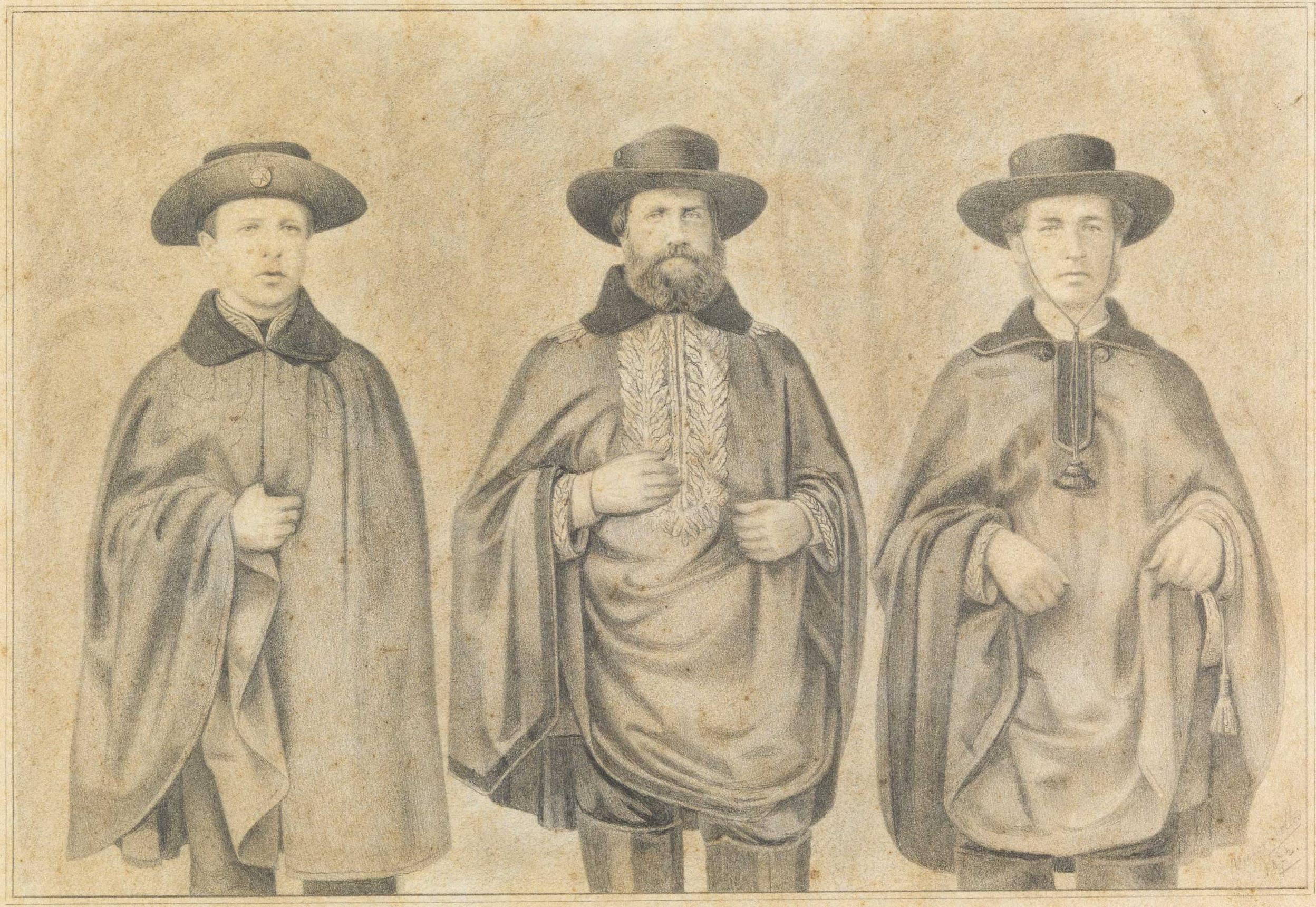
Dom Pedro II, o Conde d'Eu e o Duque de Saxe em Uruguaiana (1865).

Mas seu principal inimigo não era o exército sitiante, mas a fome: seus soldados enfraquecidos aos olhos de todos, e as doenças custando vidas diariamente. Para tentar reduzir o consumo de alimentos, os sitiantes pediram permissão para liberar toda a população civil; A operação ocorreu em 11 de setembro. Enquanto isso, seu número havia sido reduzido para apenas 5 500 homens, a maioria deles doentes.
Nesse mesmo dia, chegou ao acampamento o Imperador Pedro II, encontrando lá com os aliados e presidentes, Mitre e Flores. Pedro II colocou o comando de suas tropas a seus dois genros, Luís Augusto de Saxe-Coburgo-Gota, e Gastão de Orléans, Conde d'Eu.
Naquela época, as forças aliadas tinham 17 346 combatentes, dos quais 12 393 brasileiros, 3 802 argentinos e 1 220 uruguaios, com 54 canhões. Tropas argentinas todas de infantaria estavam sob o comando do general Paunero e seu chefe de gabinete foi Indalecio Chenaut; as divisões foram enviadas por: Julio de Vedia comandou a artilharia; Manuel Rosetti, Adolfo Orma, Juan Bautista Charlone, Manuel Fraga e Matías Rivero. A cavalaria estava no lado argentino do rio.

## Rendição

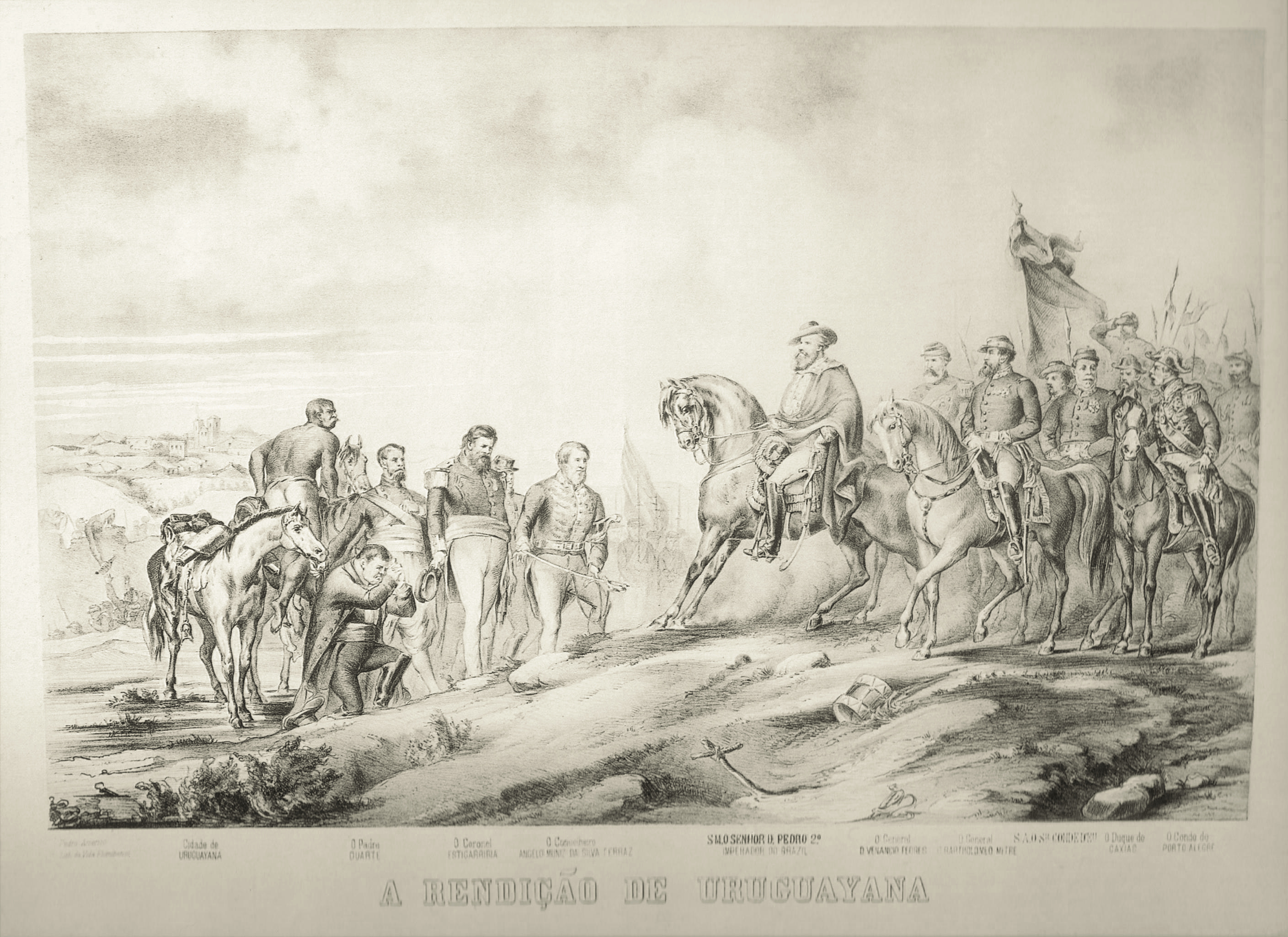
Rendição de Uruguaiana, litografia de Vida Fluminense Of. Litog., original de Pedro Américo de Figueiredo e Melo.

Poucos dias antes da chegada do Imperador, o chefe da divisão paraguaia do exército aliado escreveu para Estigarribia, rejeitando a acusação de traição exercido pelo chefe sitiados, e acusando de López de trair seu país através da realização de uma política opressiva ao seu povo. A resposta de Estigarribia a esta carta revelou uma notável mudança no tom das comunicações de Estigarribia:
Esta atitude causou uma série de deserções das forças paraguaias, o que agravou a situação dos sitiados.
Em 13 de setembro ocorreu o Conselho de Guerra entre os comandantes, durante o qual o Mitre decidiu um ataque a cidade no dia 18.

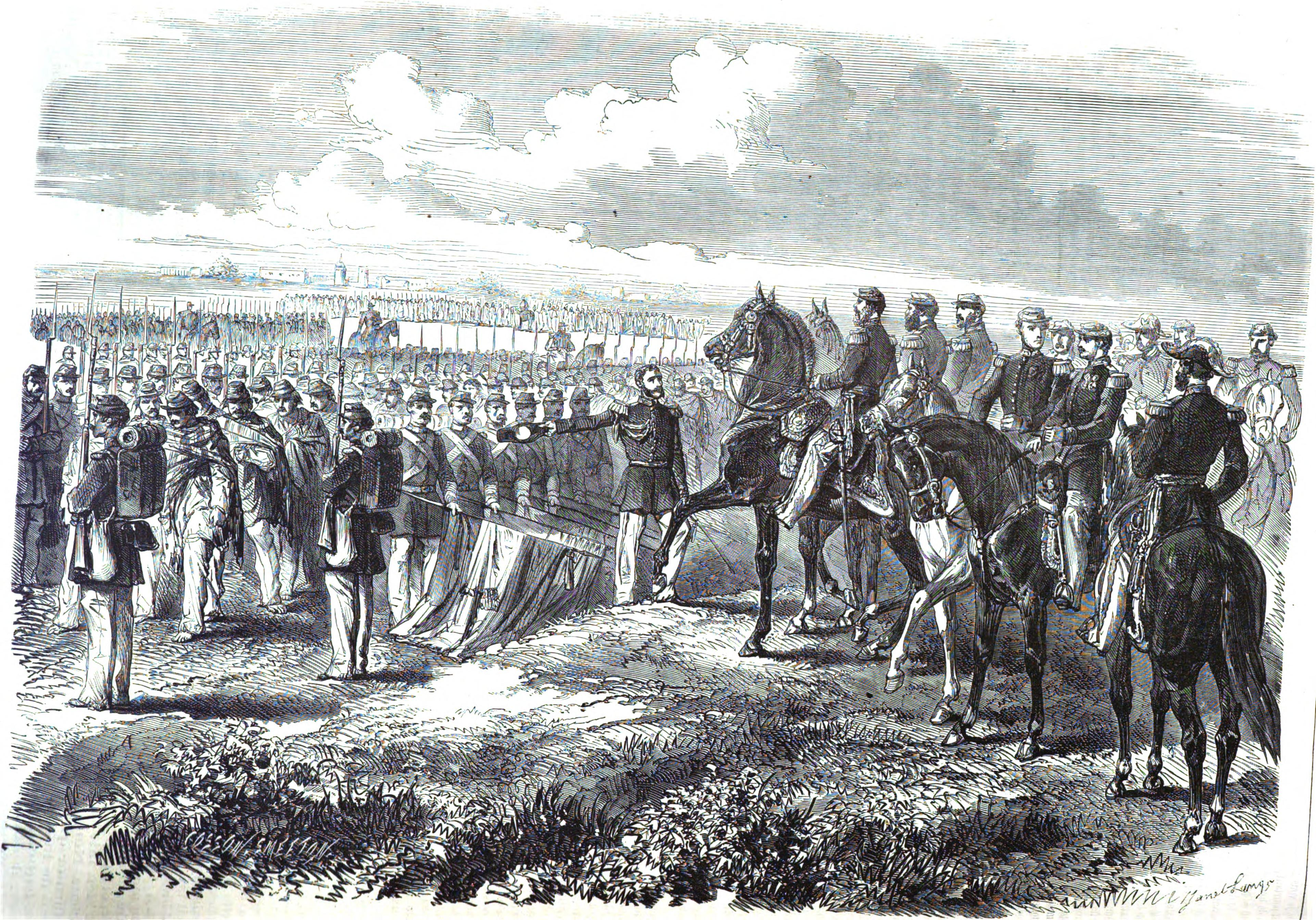
Capitulação dos paraguaios em Uruguaiana (L'Illustration: journal universel, Vol. XLVII, nº 1.197, 03/02/1866).

Na manhã de 18 de setembro, enquanto que o exército aliado estava assumindo as posições para um ataque, Manuel Marques de Sousa enviou uma intimação final:
Estigarribia concordou em se render, citando apenas as condições que os oficiais superiores que poderiam retornar ao Paraguai ou se retirar para onde eles quisessem. Também é necessário que os soldados e oficiais uruguaios que estavam em suas fileiras não fossem entregues a Flores, temendo que eles sejam executados.
As condições de Estigarribia foram aceitas, as forças paraguaias se renderam aos sitiantes naquela tarde.

## Os rendidos

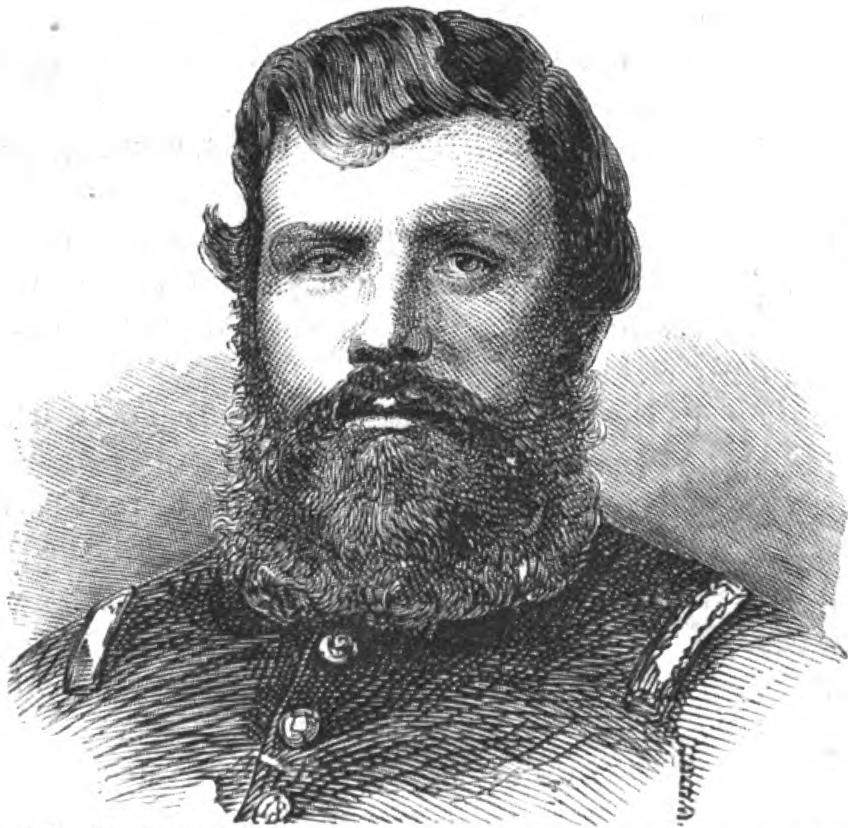
O Tenente Coronel paraguaio Antonio de la Cruz Estigarribia.

Horas antes da rendição formal do exército sitiado, os soldados de cavalaria riograndense capturaram alguns soldados; escolheram os mais jovens muitos desses capturados foram levados para o acampamento; os jovens estavam felizes por estarem livres e comendo. Enquanto algumas fontes citam 300 prisioneiros capturados nessas condições, outras afirmam que são mais de 1 000 homens.
Os soldados que se renderam tinham uma visão terrível: descalços e desnutridos, muitos deles eram tão fracos que eles morreram nos dias seguintes. Após a alimentação, foram divididos em partes iguais entre o Império do Brasil, Argentina e Uruguai, a serem incorporados nas forças de infantaria desses países. A grande maioria diante da magnificência do imperador e ao perceber a ditadura em que viviam em seu país juntaram-se voluntariamente e foram adicionados à divisão paraguaia do exército aliado, para lutar contra o seu país por liberdade do resto de seu povo.
No total, foram levados 5 574 prisioneiros: 59 oficiais, 3 860 de infantaria, 1 390 de cavalaria, 115 de artilharia e 150 auxiliares.

## Consequências
O desaparecimento de duas colunas no Uruguai não só significou o fracasso da ofensiva paraguaia contra o Império do Brasil. Também deixou Corrientes de um exército que poderia se mudar para o rio Paraná e, em seguida, para a cidade de Corrientes. Desde então, por isso, López decidiu evacuar a província de Corrientes, a tomar posições defensivas no sul do Paraguai.
A evacuação foi concluída em 3 de novembro, e no final de dezembro, um exército aliado de cerca de 50 000 homens acampou ao norte da capital provincial.
Em 5 de abril de 1866, as forças aliadas tomaram a Fortaleza de Itapiru, iniciando a terceira fase da guerra, a Campanha de Humaitá.
Os Soldados paraguaios lutaram com incrível coragem em Corrientes e Jataí mas foram atormentados pela fome e pela doença e se renderam sem lutar em Uruguaiana. Foi o único caso conhecido na longa guerra: em muitas outras ocasiões, os paraguaios demonstraram coragem e heroica resistência, mesmo em condições muito piores do que Uruguaiana.